# Drama CD
Drama CD là một loại sản phẩm đóng gói nhạc kịch của Nhật Bản, bắt nguồn từ những chương trình phát thanh từ năm 1925. Nội dung của drama CD thường xoay quanh một kịch bản định sẵn theo chủ đề, do các seiyū thuật lại như người kể chuyện, kết hợp với nhạc nền. Mặc dù ngày nay được phát hành dưới dạng đĩa Compact, trong quá khứ chúng được thu trong vinyl và băng Cassette.
Hầu hết các drama CD được chuyển thể từ anime và manga. Câu chuyện thường là phần mở rộng hay một cốt truyện mới không xuất hiện trong sản phẩm gốc. Đôi khi chúng được phát hành trước phiên bản anime để giới thiệu cho người hâm mộ về các nhân vật và seiyū (ví dụ: manga Angel Sanctuary đã có một drama CD trước khi nó được sản xuất thành OVA anime).